# Kovalivka, Monastîrîska
Kovalivka (în ucraineană Ковалівка) este o comună în raionul Monastîrîska, regiunea Ternopil, Ucraina, formată numai din satul de reședință.

## Demografie
Componența lingvistică a comunei Kovalivka
     Ucraineană (99,67%)
     Alte limbi (0,33%)
Conform recensământului din 2001, majoritatea populației comunei Kovalivka era vorbitoare de ucraineană (99,67%), existând în minoritate și vorbitori de alte limbi.